# 張准 (跆拳道運動員)
張準（韓語：장준，2000年4月16日—）生於忠清南道洪城郡，是韓國男子跆拳道運動員，現就讀於韓國體育大學。他在2020年夏季奧林匹克運動會男子58公斤級奪下銅牌。

## 外部連結
- TaekwondoData.com （页面存档备份，存于）
- 張淮的Instagram帳戶